# 乳泳龙属
乳泳龍（屬名：Opallionectes）意為「乳白色游泳者」，是種身長5公尺的蛇頸龍類，生存於白堊紀早期中阿普第階的澳洲淺海，約1億1500萬年前。
乳泳龍的化石包含脊椎、肋骨、牙齒、以及胃石，發現於澳洲南部安達穆卡的蛋白石礦區，使得化石也呈現乳白色，是由Kear在2006年所敘述。乳泳龍擁有針狀、銳利牙齒，類似上龍類，可能用來抓住小型獵物，例如魚類與魷魚。乳泳龍被認為是生存於1億1500萬年前的古老蛇頸龍類，與6500萬年前的白堊紀末期蛇頸龍類之間的遺失連結，這時間的蛇頸龍類在過去的化石紀錄中出現斷層。對於沉積層、化石、同位素、以及氣候模式的研究，顯示乳泳龍的生存環境有季節性寒冷，牠們可能已有辦法適應寒冷水域，例如季節性遷徙與先進的新陳代謝。